# Gaivota-parda

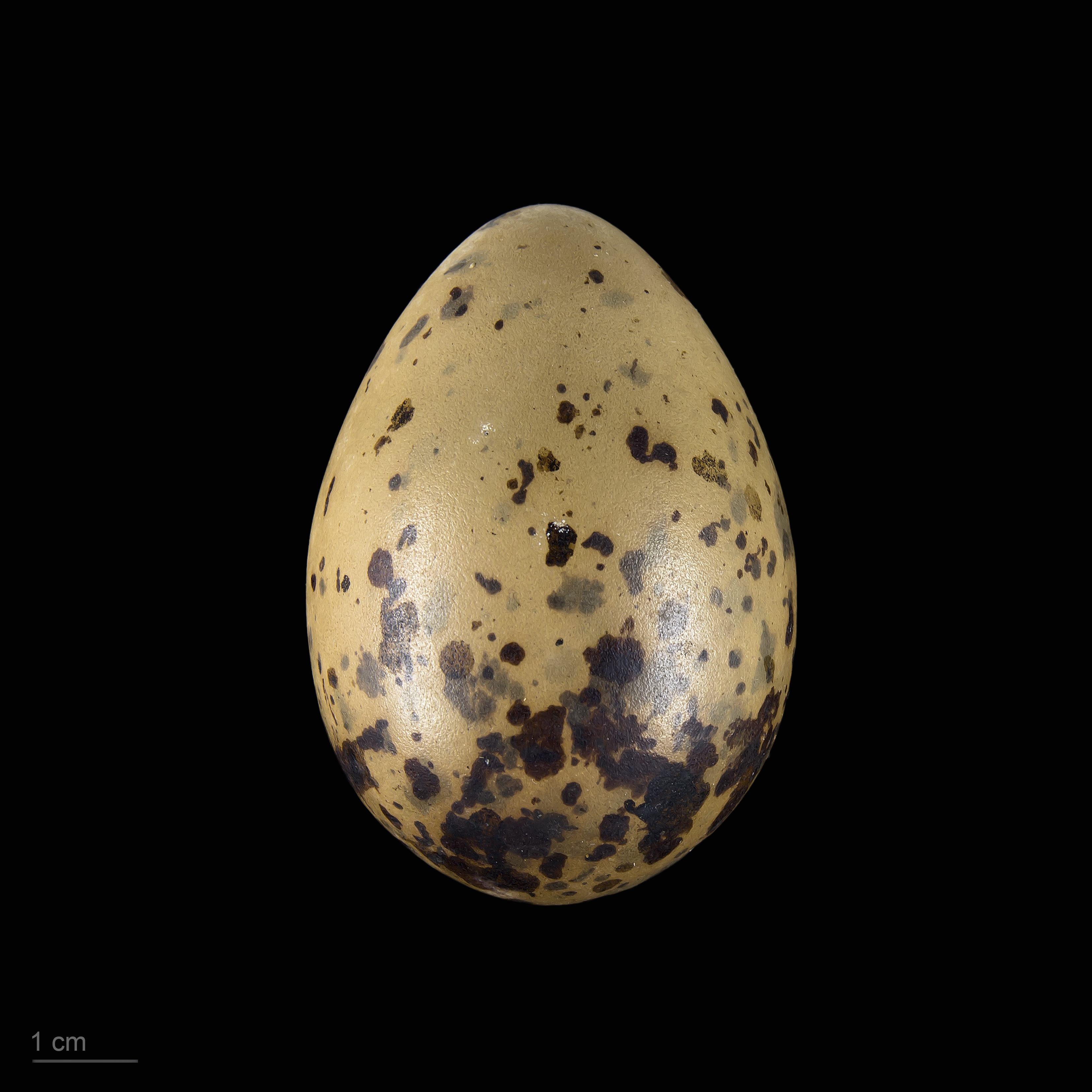
Larus canus canus - MHNT

Gaivota-parda ou famego (Larus canus) é uma gaivota de pequenas dimensões, pertencente ao gênero Larus e à família Laridae. Caracteriza-se pelas patas esverdeadas e pelo dorso prateado. As asas também são prateadas, com a ponta preta, fazendo por isso lembrar uma versão mais pequena da gaivota-prateada. Os imaturos são acastanhados e com as patas rosadas.
Esta gaivota nidifica principalmente na Escandinávia, na Finlândia e na Rússia, invernando na Europa central. Portugal situa-se no limite sul da área normal de invernada da gaivota-parda.